# Макалпайн (езеро)
Езерото Макалпайн (на английски: MacAlpine Lake) е 25-о по големина езеро в територия Нунавут. Площта му, заедно с островите в него е 447 км2, която му отрежда 111-о място сред езерата на Канада. Площта само на водното огледало без островите е 421 km². Надморската височина на водата е 176 m.
Езерото се намира в западната част на територия Нунавут на Канада, на 77 km северозападно от езерото Гари, и на 120 км южно от залива Куийн Мод на Северния ледовит океан, точно на Северната полярна окръжност. Дължината му от северозапад на югоизток е 53 km, а максималната му ширина – 13 km.
Макалпайн има силно разчленена брегова линия, със стотици малки заливи, полуострови, протоци и острови. Площта на всичките островите в него е 26 km².
В езерото се вливат няколко малки реки, а от източната му част изтича река Пери, вливаща се в залива Куийн Мод на Северния ледовит океан.